# San Juan Bautista (Kalifornija)
San Juan Bautista je grad u američkoj saveznoj državi Kalifornija. Prema popisu stanovništva iz 2010. u njemu je živjelo 1.862 stanovnika.